# キャプテンコマンドー
『キャプテンコマンドー』（英: CAPTAIN COMMANDO）は、1991年に稼働したカプコンのアーケード用ベルトスクロールアクションゲーム、およびその主人公の名前。
「第6回ゲーメスト大賞」（1992年度）にて大賞7位を受賞した本作は、後に家庭用ゲーム機に移植された（#評価、#移植版）。

## 基本操作
本作は4人同時プレイが可能であり、8方向レバーと2つのボタンでプレイヤーキャラクターを操作する。
ボタンで攻撃、ジャンプ、メガクラッシュ（必殺技）を出す。
レバー操作でダッシュが可能。ダッシュ中に攻撃をすると通常版とは別の攻撃を出せる。ジャンプ中のレバー操作で対空技を出せる（フーバーのみ使用不可）。また、下方向ジャンプ攻撃も可能。
そのほか、掴み技があり、操作によって技が変わる。

## アイテム

### 武器アイテム
本作の武器はステージを移動する際にも持ち越しができる。ただしステージクリア後は不可。
パンチロボット、ファイヤーロボット、フリーズロボット
ウーキーが使う搭乗型ロボットで、プレイヤーキャラクターも乗り込むことが可能。ウーキーの攻撃力の低さをカバーするために作られ、操縦も簡単なマシン。パンチロボットは打撃攻撃をする緑色のマシン、ファイヤーロボットは火炎放射をする赤色のマシン、フリーズロボットは冷気噴射をする青色のマシン。
ロケットランチャー、ピストル、マシンガン
ディックが所持する火器。ディックを倒すと武器が残り、プレイヤーキャラクターがそれを拾って使用できる。これらの武器は木箱やドラム缶などに入っていることもある。
手裏剣
ハンゾウが使用する飛び道具。ハンゾウを倒すと手裏剣が残ることがあり、その手裏剣は拾うことができるが武器として使えるのは翔のみ（他のキャラクターが拾うと得点アイテム〈300点〉になる）。
レーザー銃
敵を貫通するレーザーを発射する。4発まで使用可能。
ハンマー
手に持って使う打撃武器。6回まで使うと壊れてしまう。
パラライザー
先端にアンテナが付いている光線銃。怪音波を発射することで、被弾した敵を少しの間行動不能にできる。5発まで使用可能。

### 回復アイテム
プレイヤーキャラクターの体力が満タンのときは得点が入る。
原始肉
骨付きバーベキュー。体力を約100%回復する。得点は1000点。
天丼
体力を約75%回復する。得点は800点。
サンドウィッチ
体力を約50%回復する。得点は500点。
チョコレート
体力を約40%回復する。得点は300点。
コーヒー
カップ入りのコーヒー。体力を約30%回復する。得点は300点。
アイスクリーム
アイスクリームコーン。体力を約30%回復する。得点は200点。
さくらんぼ、レモン
体力を約20%回復する。得点は100点。

## ストーリー
舞台は西暦2026年、地球上はもとより宇宙全体に特殊な能力を持つ「犯罪超人」による犯罪が満ちあふれており、それを一掃するためキャプテンコマンドーを始めとする4人の勇敢な戦士が「コマンドーチーム」として立ち上がった。

## キャラクター

### プレイヤーキャラクター
以下の4人の内から一人を選び、闘い進む。日本国外版はキャプテンコマンドー以外のキャラクターの名前が変更されている。
また、復活したときのナレーションも国内、国外版共に用意されている。
キャプテンコマンドー（Captain Commando）
本作の主人公。炎と電撃を放つパワーグローブを装備したコマンドーチームのリーダー。26歳、アメリカ人。強靭な肉体と優れた頭脳を併せ持つ。父親であるDr.アレクサンダーと母親であるエレーヌはともにジェノサイドに暗殺された科学者グループの一員。地球政府大統領はジェノサイド傘下の秘密結社の支配下にありながらも尊敬していたDr.アレクサンダーの息子であるキャプテンをひそかにバックアップしている。スターエレクトロニクス社を経営しており、ジェネティーがもたらした異星人の科学力で犯罪超人と戦う。
ダッシュジャンプ攻撃の炎「キャプテン・ファイヤー」は、当てづらく根本に判定が無いが、リーチが長く強力。炎攻撃で敵を焼き尽くせる。4人の中で最も通常攻撃のリーチが短い。
必殺技：キャプテン・コレダー
ベイビーコマンドー フーバー（Baby Commando "Hoover"）
日本国外版での名称は「ベイビーヘッド」（Baby Head）。
自ら作った二足歩行機械「シルバーフィスト」に乗って戦う天才児。2歳、アメリカ人。Dr.フーバーが孫娘の子供に転生した姿。キャプテンの父親であるDr.アレクサンダーはDr.フーバーの弟子だった。Dr.フーバーやキャプテンの両親ら科学者グループは翔の父親である號に護衛されていたがジェノサイドに暗殺されている。
4人の中で最も攻撃力が高い。敵を掴んだままジャンプ中にAボタンでパイルドライバーができる。
必殺技：ニークラッシュ・ミサイル
ニンジャコマンドー 翔（ショウ）（Ninja Commando "Sho"）
日本国外版での名称は「ギンズ・ザ・ニンジャ」（Ginzu the Ninja）。
覆面姿の忍者で武神流の継承者。28歳、日本人。武神流忍軍の存在は最高の諜報機関を持つという優位性をコマンドーチームにもたらしている。『ファイナルファイト』に登場するガイの弟子であり世界最強のボディーガード忍者である武神流第40代伝承者・號（ゴウ）の長男。あかねという妹がいる。號はDr.フーバーやキャプテンの両親ら科学者グループのボディーガードをしており、キャプテンと翔は子供の頃（キャプテン10歳、翔12歳）からの知り合い。
刀でとどめを刺すと敵を真っ二つにする（キャロルとブレンダは対象外）。手裏剣を武器として使用可能だが、通常攻撃の判定が弱い。敵を掴んだときに巴投げができる。身体を前に出して攻撃するため遠くに攻撃が届くが身体を前に出すためダメージを受けやすく、攻撃のスピードも遅いため、統合的に扱いにくいプレイヤーキャラ。
必殺技：スモーク・ボム
マミーコマンドー ジェネティー（Mummy Commando "Jennety"）
日本国外版での名称は「マック・ザ・ナイフ」（Mack the Knife）。
普段は墓守りをしている、ミイラのような姿をした長身痩躯のナイフ使いの異星人。年齢不詳。ジェネティック星出身。ジェノサイドをジェネティック星に危機をもたらす男と危険視しており、200年以内にジェノサイドはジェネティック星の存在を知ってオーバーテクノロジーを手に入れジェネティック星を破壊すると予見されている。キャプテンの父親であるDr.アレクサンダーは命の恩人で、ジェネティが彼らにジェネティック星のオーバーテクノロジーをもたらした。
手にしたナイフは切り裂いた敵を溶かす（キャロルとブレンダは対象外）。必殺技中にレバーで移動が可能。4人の中で最も攻撃力が低いが、どの技もリーチが長く扱いやすい。連打も速く連打中に敵に反撃されづらい。身長が高いため打点が高く、シュトゥルムの飛び蹴りをそのまま連打で叩き落とすことが可能。
必殺技：スピニング・アタック

### 敵キャラクター

#### 雑魚キャラクター
ウーキー（WOOKY）
黄緑色の服の戦闘員。街のチンピラやストリートチルドレンなどをさらってきて改造したもので、組織からは消耗品扱いされている。主に警護・護衛が役目で知能が低く、敵を攻撃することしか考えられない。
エディ（EDDY）
赤紫の服を着た戦闘員で、ウーキーを基に改良された兵士。ウーキーとは覆面が異なり、武道の心得のある者を改造した上にさらに筋肉強化などの改造を加えている。白兵戦が主で、彼らの飛び蹴りはあまりの素早さで一般人では見切ることができない。
ディック（DICK）
青い服を着た戦闘員で、帽子を被っている。他の戦闘員とは違い、銃器のエキスパートをさらって改造した者たち。それゆえ武器を手放してしまうと戦えなくなってしまう。
スキップ（SKIP）、ソニー（SONIE）
ナイフを持った敵。スキップは黄色のベスト、ソニーは赤いベストを着ている。上記の3人とは違い普通の人間だが、ナイフテクニックをジェノサイドに見込まれ、金で雇われている犯罪超人予備軍。
キャロル（CAROL）、ブレンダ（BRENDA）
ラバースーツを着た女性。犯罪超人の中でもエリートクラス。女であることを利用し、敵を油断させ電撃を浴びせてくる。キャプテンコマンドーの使う「キャプテン・コレダー」とは極性が異なるため、電撃に耐性のある彼女でも感電してしまう。キャロルは桃色の髪で青紫の服、ブレンダは金髪で緑の服。アーケード版の1人プレイ時ではブレンダはStage2に1人しか登場しない。編隊を組んで攻撃してくることもあるが、その場合に倒すとアイテムを落とす。
サムソン（SAMSON）、オルガノ（ORGANO）
上半身裸でひげ面の男。サムソンのズボンの色は黒で、オルガノのズボンの色は赤。彼らも普通の人間だが、幼い頃から虐待されたために暴力に走ってしまった。知能が低く、無差別に戦う相手を求めていたところ、ジェノサイドに拾われる。間合いの広いパイルドライバーを持っているが、動きが鈍く相手に突っ込むことしか知らないため、防御の甘さが欠点。
マービン（MARBIN）
ちょこまか走り回る小柄な肥満体の男。中距離からのタックルと口からの火炎放射で攻撃する。犯罪超人候補の普通の人間で、立派な犯罪超人になることを目指している。しかし、心が先走ってしまい、走るときには足が空回ってしまったり、放った炎で味方や自分を焼いてしまう間抜けな一面もある。
コジロウ（KOJIRO）
覆面をした赤服の忍者。掌打を主体とした連続攻撃を主に使う。他の敵とは違い、犯罪超人ではなく純粋なジャパニーズニンジャ。頭目であるヤマトがジェノサイド配下の犯罪超人となったため、現在はジェノサイドの支配下に置かれている。しかし、ヤマトのために戦っているだけで、ジェノサイドに忠誠を誓っているわけではない。
サスケ（SASUKE）
覆面をしていない緑服の忍者。刀で攻撃してくる。「忍者とは剣術を極め、敵を倒すもの」と他の忍者の前で豪語してしまい、刀以外では戦うことができなくなってしまった。しかし、その言葉通り剣術では翔に匹敵する腕前。また、忍者の中では一番体力が多い。
ハンゾウ（HANZO）
緑の肌をした青服の忍者。手裏剣や爆弾で攻撃してくる。子供の頃から武器を使うことを叩き込まれ、特に手裏剣と爆弾を使った攻撃では忍者界でも屈指の使い手。それゆえにディック同様、格闘で戦うことができない。
ムサシ（MUSASHI）
大柄な鎧武者。プレイヤーの攻撃を防御することができる。体力が少なくなると刀が折れる。背中に刺さった矢から太陽エネルギーを取り込み生きている。鎧を身に付けているため防御力は高いが、鎧が重いために素早く動けない。
マーディア（MARDIA）
外見こそ大柄で筋肉質な女のようだが、その筋力は常人の10倍の力がある。普段は長い髪に隠れている素顔を見せないが、戦闘時には鬼のような素顔を見せる。つかみ技と体内に生成している溶解液（ジェネティのナイフから検出された溶液を基に開発された）が武器。動きは遅い。
Z（ズィー）
大きく後ろに伸びた頭部を持つ長身の敵。長く鋭い爪は鋼鉄をも切り裂く超物質でできている。頭には既存の物を超えたコンピュータが内蔵されており、敵を正確に捉えて攻撃を行うことができるらしい。タフで攻撃力も高く、長いリーチの攻撃や常に後ろに回り込もうとする動きを行う難敵。キャロルと同じく編隊を組んで攻撃してくることもあるが、その場合に倒すとアイテムを落とす。

#### ボスキャラクター
Stage1：ドルグ "DOLG"
元アメリカンフットボール選手の大男。プレイヤーの攻撃を防御することができる。タックルや投げで攻撃してくる。ジャンプも使えるので、巨漢にしてはかなり身軽な敵。
最終ステージにも中ボスとして登場する。
Stage2：シュトゥルムJr. "SHTROM.Jr"
緑のたてがみとオレンジ色の肌をした爬虫類のような獣人。巨体にもかかわらず、身軽で俊敏。ボウガンとドロップキックが武器。
Stage3：ヤマト "YAMATO"
翔のライバルだった忍者の頭領。薙刀を持った歌舞伎役者のような姿をしている。ムサシにプレイヤーを部屋の奥に引き込ませ、ムサシと共に戦う。中央寄りに移動して、繰り返し忍者を召喚するパターンがある。翔と戦うだけの理由で組織に属しており、ジェノサイドに忠誠を誓っていない。
Stage4：モンスター "MONSTER"
ドクターT.Wの作り出した緑色の筋肉質のモンスター。登場時の演出で人間からモンスターに変身する。
反応速度が早く、通常での攻撃はほぼ反撃されてしまう。攻撃力もかなり高い。
Stage5：ドクターT.W "Dr.T.W"
ボートに乗って爆弾を投げながら逃亡する。ボーナスステージの延長なので強敵ではない。イニシャルのT.W.とは、"Tea Water" の略であるらしい。
Stage6：シュトゥルム&ドラック "SHTROM"&"DRUK"
ステージ2のボスがコンビになった敵。シュトゥルムは金のたてがみとピンクの肌で、ドラックはピンクのたてがみと青紫の肌をしている。
アーケード版では2体同時に登場する。シュトゥルムJr.が使う攻撃の他に、新たに片方が掴んでもう片方がボウガンで殴る連携攻撃も行う。両方を倒す必要は無く、どちらかを倒せばクリアとなる。
Stage7：ブラッド "BLOOD"
黒人の両腕を移植した筋肉質な白人の軍人。キックを主体とした攻撃を得意とする。高速移動の能力を持っており、残像を残しながらの高速キックは脅威。なお、ダウン回避能力も持ち、メガクラッシュ以外の技（ダッシュ攻撃など）では受身を取って転倒しない。
Stage8：ドッペル "DOPPEL"
本体は太目の大男だが、この時点では当たり判定が無い。プレイヤーの姿に化けて攻撃してくる。複数プレイだと、プレイヤーの数だけ分裂して変身する。
ある程度ダメージを与えると1人プレイの場合、2人になって攻撃してくる。選んだ主人公によっては強敵にも雑魚にもなりうる。
『NAMCO x CAPCOM』ではドッペルが敵味方問わず様々なキャラクターに変身した敵キャラクターが登場する。
Last Stage：ジェノサイド "GENOCIDE"
日本国外版での名称はSCUMOCIDE。
最終ボス。1000年以上の歴史を持つ秘密結社の後継者。空中を浮遊し、炎と冷気を飛ばしてくる。移動が速く、近寄ると間合いを空けるので、パンチや飛び蹴りが当てづらい。登場時と起き上がりの時につかめるのが弱点。ブラッドと同じく、ダウン回避能力がある。

## 移植版
スーパーファミコン版以外は、アーケード版に概ね忠実に準拠した形で移植されている。
| No. | タイトル                                                         | 発売日                            | 対応機種                               | 開発元   | 発売元   | メディア               | 型式                           | 備考               |
| --- | ---------------------------------------------------------------- | --------------------------------- | -------------------------------------- | -------- | -------- | ---------------------- | ------------------------------ | ------------------ |
| 1   | キャプテンコマンドー                                             | 1995年3月17日 1995年8月1日 1995年 | スーパーファミコン                     | カプコン | カプコン | ロムカセット           | SHVC-QM SNS-QM-USA SNSP-QM-EUR |                    |
| 2   | キャプテンコマンドー                                             | 1998年9月17日                     | PlayStation                            | カプコン | ニュー   | CD-ROM                 | SLPS-01567                     |                    |
| 3   | Capcom Classics Collection Remixed                               | 2005年3月21日                     | PlayStation Portable                   | カプコン | カプコン | UMD                    | ULUS-10097 ULES-00347          | アーケード版の移植 |
| 4   | Capcom Classics Collection Volume 2                              | 2006年11月24日                    | PlayStation 2 Xbox                     | カプコン | カプコン | DVD-ROM                | SLUS-21473 SLES-54561          | アーケード版の移植 |
| 5   | Capcom Beat 'Em Up Bundle カプコン ベルトアクション コレクション | 2018年9月18日 2018年9月20日       | Nintendo Switch PlayStation 4 Xbox One | カプコン | カプコン | ダウンロード           | -                              | ダウンロード版     |
| 6   | Capcom Beat 'Em Up Bundle                                        | 2018年10月10日                    | Windows                                | カプコン | カプコン | ダウンロード （Steam） | -                              |                    |
| 7   | カプコン ベルトアクション コレクション                           | 2018年12月6日                     | Nintendo Switch PlayStation 4          | カプコン | カプコン | DVD-ROM                | NS:LA-H-APH8A-JPN              | パッケージ版       |
| 8   | カプコンアーケードスタジアム                                     | INT 2021年2月18日                 | Nintendo Switch                        | カプコン | カプコン | ダウンロード           | -                              | アーケード版の移植 |
| 9   | カプコンアーケードスタジアム                                     | INT 2021年5月25日                 | PlayStation 4 Xbox One PC              | カプコン | カプコン | ダウンロード           | -                              | アーケード版の移植 |

スーパーファミコン版
敵キャラクターやアイテムの同時出現数が制限されている。また、女性キャラクターの肌の露出が控えめになっている上にディック（使用する火器は通常武器アイテムとしてのみ登場）と搭乗型ロボットは登場しない。
アーケード版と同じエンディングを見るには難易度ハードでゲームをクリアする必要がある。
主な変更点
ニンジャコマンドー 翔（ショウ）（Ninja Commando "Sho"）
刀でとどめを刺すと敵を真っ二つにする表現は無い。
マミーコマンドー ジェネティー（Mummy Commando "Jennety"）
手にしたナイフは切り裂いた敵を溶かす表現は無い。
キャロル（CAROL）、ブレンダ（BRENDA）
アーケード版と服装が異なる。
マーディア（MARDIA）
溶解液を吐くかわりに爆弾を投げる。
Stage4：モンスター "MONSTER"
変身シーンはカットされている。
Stage6：シュトゥルム&ドラック "SHTROM"&"DRUK"
ドラックの肌色は黄色。
先にシュトゥルムが登場し、倒されるとドラックが登場する。

PlayStation版
初期設定では3人同時プレイまでだが、WARNING画面でのコマンド入力などの裏技を使用することで、4人同時プレイが可能になる。コンフィグでボタン配置を設定することもできる。
カプコン ベルトアクション コレクション
2018年、カプコンから発売されたオムニバスソフト。本作を含め7作品が収録されている。
マルチプラットフォームソフト（Nintendo Switch・PlayStation 4・Xbox One）のため、ソフトの仕様は基本的に3機種とも同じ（PC用の仮想ゲームプラットフォームであるSteamでも発売されている）。初期設定では3人同時プレイまでだが、ゲーム設定から4人プレイを選ぶことができる。ローカル同時プレイのほか、初のオンライン同時協力プレイにも対応している。このほか、開発当時に描かれた設定資料・各種公式アートが閲覧できる「ギャラリーモード」も実装されている。

## 開発
キャプテンコマンドーの綴りのそれぞれ三文字を「CAPTAIN COMMANDO」にとると、企業名であるCAPCOMになる。また今作が登場する以前にはカプコンUSAのマスコットとして同名のキャラクターが登場しているが、本作のキャラクターとしてあきまんによってデザインし直されている。

### スタッフ
- 企画：AKIMAN（安田朗）、OHNO（大野純一）
- サブ企画：GYO（永道康彦）
- キャラクター・デザイン（オブジェクト）：KURISAN（栗原明美）、OUJI（おうじよしあき）、ERIPYON（中村会里）、MATTIAN、Q、MAYO、YKARU M
- キャラクター・デザイン（スクロール）：KOI、POWERFUL KONOMI、SUI（西辻朝枝）、BUPPO（小林美穂）、GO（ほんごうみゆき）
- エディトリアル・デザイン：SHO（岡野正衛）
- プログラマー：江川陽一、横山顕広、上野智弘、吉住延也
- サウンド：T YOMAGE（泉谷雅樹）
- サウンド・サブ：SYUN（西垣俊）
- スペシャル・サンクス：ジェームス・ゴッダード、スコット・マックスウェル、TETSU、NIN（西谷亮）

## 評価
アーケード版
ゲーム誌『ゲーメスト』誌上で行われていた「第6回ゲーメスト大賞」（1992年度）において、読者投票により大賞7位を獲得している。その他に、ベストアクション賞で3位、ベストVGM賞で10位、プレイヤー人気で3位、年間ヒットゲームで3位、ベストキャラクター賞ではジェネティーが14位、キャプテンが10位を獲得した。
スーパーファミコン版
ゲーム誌『ファミコン通信』の「クロスレビュー」では、6・6・5・4の合計21点、『ファミリーコンピュータMagazine』の読者投票による「ゲーム通信簿」での評価は以下の通り18.9点（満30点）となっている。
| 項目 | キャラクタ | 音楽 | 操作性 | 熱中度 | お買得度 | オリジナリティ | 総合 |
| 得点 | 3.4        | 3.1  | 3.0    | 3.3    | 3.2      | 2.9            | 18.9 |
PlayStation版
ゲーム誌『ファミ通』の「クロスレビュー」では合計22点。

## 漫画版
新声社の『コミックゲーメスト』にて漫画版が連載されていた。原作者は一貫してゲーメストライターの田渕健康で、作画は初期は草壁嘉紋、後に戸橋ことみが担当している。戸橋ことみ作画の連載分のみ単行本が全2巻で刊行されたが（絶版）、本誌連載分の途中までのみの収録に終わっている。アメリカでも同様に英訳版が全2巻発売されたが、収録話は日本版の単行本に準拠しており同じく未完となっている。
1. ISBN 978-4-8819-9136-7
2. ISBN 978-4-8819-9195-4

キャラクター名は以下のように変更されている。
キャプテンコマンドー（Captain Commando）
本名が「マルス・カーライル」（Mars Carlisle）と設定されている。
ベイビーコマンドー フーバー（Baby Commando "Hoover"）
本名は「Hoover. J. Estefan」とされ、その英訳版では前述のベイビーヘッドがコードネームとして扱われている。
ニンジャコマンドー 翔（ショウ）（Ninja Commando "Sho"）
本名は「武神 翔（たけがみ しょう）」とされ、 妹である少女忍者「武神 茜（たけがみ あかね）」も登場する。その英訳版では前記の名称変更に合わせて本名が「ギンズ・タケガミ」（Ginzu Takegami）に変更されている。
ヤマト "YAMATO"
本名が「御神楽大和」とされている。